# La Chapelle-de-Surieu
La Chapelle-de-Surieu là một xã thuộc tỉnh Isère, vùng Rhône-Alpes đông nam nước Pháp. Xã này nằm ở khu vực có độ cao từ 252-407 mét trên mực nước biển.